# Arkprijs van het Vrije Woord
El premi Arkprijs van het Vrije Woord (Premi Arca de la Paraula Lliure) és un premi literari belga. Va ser creat el 1951 per l'escriptor Herman Teirlinck (1879-1967) i la redacció de la revista literari Nieuw Vlaams Tijdschrift. Els noms dels premiats són burinats en una arca artística, esculpida per l'artista Jozef Cantré (1890-1957) i conservada a la Casa de les Lletres (Letterenhuis), el museu i l'arxiu de la literatura flamenca a Anvers.
El premi troba els seus orígens al context del clericalisme aleshores encara omnipresent en la Bèlgica del postguerra. El 1951 el motiu immediat va ser el refus d'atorgar el premi literari de la província d'Anvers per a la novel·la Joachim van Babylon de l'escriptor Marnix Gijsen (1899-1984), després de la protesta de mossèn Joris Baers, redactor en cap de la revista literària catòlica Boekengids una revista que catalogitzava el llibres en autoritzats i prohibits, segons la seva conformitat a la doctrina ultramuntana. Baers reprotxava que la novel·la de Gijsen: «desestabilitza els fonaments de la condretesa moral» i «escandalitza els sentiments de la majoria de la població». En reacció contra aquesta censura, es va crear el premi Arkprijs. A la declaració de principis del 1951 els iniciadors estipulen: «Acceptem qualsevol discussió, però refusem coacció. Respectem qualsevol tendència filosòfica, però refusem la pretensió d'una doctrina obligatòria, sigui política, estètica o ètica.»
És un premi simbòlic sense dotació econòmica que va adquirir molt de prestigi amb el temps. Reconeix el compromís per la llibertat d'expressió del premiat, que generalment són escriptors o cantautors, tot i que també es van guardonar organitzacions, polítics, periodistes o obres de no ficció reconegudes per la seva contribució a la defensa de la llibertat de pensar. Els jurats trien una persona caparruda, enterca, que rema a contracorrent d'idees o ideologies dominants. Inicialment va ser atorgat per la redacció de la revista Nieuw Vlaams Tijdschrift, però després d'uns anys es va crear un comitè ad hoc i una fundació. Tot i que la defensa incondicional de l'expressió d'idees molestes forma la base del mateix premi, es critica el comitè per limitar-se de vegades a cercar massa al viver dels políticament correctes de l'esquerra libertari. El premi va contribuir a l'emancipació cultural i religiosa de la Flandes catòlica dels anys 1950 i es troba davant el repte de determinar la seva actitud davant els nous dogmatismes econòmics i religiosos del segle xxi.

## Premiats
- 1951 − Christine D'Haen per a Gedichten
- 1952 − Hugo Claus per a De Metsiers
- 1953 − Maurice D'Haese per a De Heilige Gramschap
- 1954 − Frans Goddemaere per a Nola
- 1955 − Jos De Haes per a Gedaanten
- 1956 − Frans De Bruyn per a Tekens in Steen
- 1957 − Albert Bontridder per a Dood Hout
- 1958 − Ivo Michiels per a la novel·la Het Afscheid
- 1959 − Libera Carlier per a Action Station − Go!
- 1960 − Ward Ruyslinck per a De madonna met de buil
- 1961 − Hugues C. Pernath per a Het Masker Man
- 1962 − Georges Hebbelinck per a De Journalist
- 1963 − Paul Snoek per a Richelieu
- 1964 − Daniël Robberechts per a Zesmaal
- 1965 − Willy Roggeman per a Blues per a Glazen Blazers
- 1966 − Astère M. Dhondt per a God in Vlaanderen
- 1967 − Jef Geeraerts per a De Troglodieten
- 1968 − C.C. Krijgelmans per a Homunculi
- 1969 − Patrick Conrad per a Mercantile Marine Engineering
- 1970 − Roger van de Velde per a Recht op Antwoord
- 1971 − Eddy Van Vliet per a Columbus Tevergeefs
- 1972 − Marcel van Maele per a Ik ruik mensenvlees, zei de reus
- 1973 − Rob Goswin per a Vanitas Vanitas
- 1974 − Fernand Auwera per a Zelfportret met Gesloten Ogen
- 1975 − La companyia de teatre Internationale Nieuwe Scene per a la creació de Mistero Buffo
- 1976 − Leonard Nolens per a Twee Vormen van Zwijgen
- 1977 − Freddy de Vree per a Steden en Sentimenten
- 1978 − Roger M.J. De Neef per a Gestorven Getal
- 1979 − Frans Boenders per a Denken in Tweespraak
- 1980 − Lucienne Stassaert per a Parfait Amour
- 1981 − Robbe De Hert per a la seva obra cinematogràfica
- 1982 − El periodista Maurice De Wilde per a la seva documental telivisiva De Nieuwe Orde sobre el feixisme a Flandes
- 1983 − Bert Van Hoorick per a In Tegenstroom
- 1984 − Leo Pleysier per a Kop in Kas
- 1985 − Daniel Buyle per al periodisme televisiu
- 1986 − Tone Brulin per a la seva obra teatral
- 1987 − El diari De Morgen i Paul Goossens per a llur obra periodística
- 1988 − Leo Apostel per a la seva obra filosòfica
- 1989 − Stefan Hertmans per a Bezoekingen
- 1990 − André De Beul per al seu corratge polític
- 1991 − Frie Leysen per a la seva direcció del centre cultural De Singel
- 1992 − Paula D'Hondt per a la seva política d'integració d'immigrants
- 1993 − Jan Blommaert i Jef Verschueren per a Het Belgisch Migrantendebat
- 1994 − El caricaturista GAL per a la seva obra gràfica
- 1995 − Tom Lanoye per a Maten en Gewichten
- 1996 − Gie van den Berghe per a Getuigen
- 1997 − Wannes Van de Velde per a la seva obra de cantautor
- 1998 − Pjeroo Roobjee per a la seva obra artística
- 1999 − Sophie de Schaepdrijver per a De Groote Oorlog
- 2000 − El caricaturista ZAK per a la seva obra gràfica
- 2001 − Ludo Abicht per a Intelligente Emotie
- 2002 − Pol Hoste per a De Lucht naar Mirabel
- 2003 − Wim Distelmans per al seu compromís per a la llei de l'eutanàsia
- 2004 − Rik Pinxten per a De Artistieke Samenleving
- 2005 − Christine Van Broeckhoven, per a la seva obra de genètica molecular
- 2006 − Marleen Temmerman per a Onrust in de Onderbuik
- 2007 − La fundació Roma de Borgerhout
- 2008 − David Van Reybrouck per a Missie
- 2009 − Luc Huyse: Seismograaf van de samenleving
- 2010 − Geert Buelens: Europa Europa!
- 2011 − Philippe Van Parijs per a la seva obra sociopolítica i ètica
- 2012 − Peter Holvoet-Hanssen per a De Reis naar Inframundo
- 2013 − Paul De Grauwe per a la seva resistència contra el capitalisme selvatge de casino
- 2014 − Jeroen Olyslaegers per al seu compromís amb Occupy a Anvers
- 2015 − Fikry El Azzouzi per a la seva novel·la Drarrie in de nacht i l'obra de teatre Reizen Jihad
- 2016 − Reinhilde Decleir per al seu compromís social i artístic amb el col·lectiu Tutti Fratelli
- 2017 - Apache, agència de notícies independent
- 2018: PEN Vlaanderen per el compromís per a la llibertat d'expressió
- 2019: Anuna De Wever i Kyra Gantois per l'atenció al medi ambient
- 2020: Jozef Deleu, fundador de l'editorial Ons Erfdeel i de la revista Het Liegend Konijn
- 2021: Caroline Pauwels per al seu compromís per a la interculturalitat a l'ensenyament superior i la vulgarització científica[6]